# Гудьон Тордарсон
Гудьон Тордарсон (исл. Guðjón Þórðarson; родился 14 сентября 1955 года в Акранесе, Исландия) — исландский футболист, защитник сборной Исландии, тренер.

## Карьера

### Игровая карьера
Гудьон сыграл более 400 матчей за свой родной клуб, «Акранес», а также забив 22 мяча. За свою карьеру Тордарсон выиграл 5 чемпионств и 5 кубков. Он также сыграл 22 игры за «Акранес» на европейской арене. Исландец сыграл один матч за сборную в 1985 году. Более в сборную не вызывался.

### Карьера тренера
В 1986 году Тордарсон отыграл свой последний сезон как игрок, а уже в 1987 году стал тренером бывшего клуба. Затем, в 1988 году Гудьон отправился в «Акюрейри», чтобы стать его главным тренером, а также сыграл 3 матча в качестве полевого игрока, а уже в 1989 году, благодаря Гудьону, выиграла свой первый и единственный трофей чемпионата.
В 1998 году он возглавил сборную Исландии.

## Семья
Трое сыновей Гудьона — Бьярни, Джоуи (Йоханнес Карл) и Тордур — стали футболистами и отметились играми за сборную Исландии. Также за сборную играли два племянника Гудьона — Рикхардур Дадасон и Сигурдур Йонссон. Внук — Исак-Бергманн Йоуханнессон, также футболист.